# Nyanatiloka
Nyānatiloka Mahāthera (19. února 1878, Wiesbaden – 28. května 1957, Colombo) byl první německý buddhistický mnich.
Ctihodný Nyánatiloka Maháthera se narodil jako Anton Walther Florus Gueth roku 1878 v německém Wiesbadenu. V roce 1904 se stal prvním kontinentálním Evropanem, který byl ordinován na buddhistického mnicha (bhikkhu). V roce 1911 založil v Polgasduwě na Cejlonu tzv. "Ostrovní poustevnu" jako útočiště pro evropské mnichy. Během svého života pobýval v mnoha zemích včetně Barmy, Indie, Japonska a Číny. V roce 1951 se jako jeden z mála západních mnichů zúčastnil 6. buddhistického koncilu v Barmě. Nejdelší část svého života strávil na Srí Lance (Cejlonu), kde v roce 1957 zemřel. Mezi jeho žáky patřili Nyánaponika Maháthera a první český bhikkhu Nyanasatta Thera.
Z jeho rozsáhlé literární tvorby zde budiž zmíněno alespoň Slovo Buddhovo či Průvodce Abhidhamma-pitakou a německé překlady Anguttara-nikáji, Visuddhi-maggy a Otázek krále Milindy.